# Vincze Imre (zeneszerző)
Vincze Imre (Kocs, 1926. szeptember 26. – Budapest, 1969. május 3.) magyar zeneszerző, Erkel Ferenc-díjas (1952, 1956).

## Életpályája
Édesapja Vincze Imre, Kocs község református elemi népiskolájának az igazgatója volt, édesanyja is ott tanított. Középiskolai tanulmányait a tatai Piarista Gimnáziumban végezte, majd 1945-ben felvételt nyert a Liszt Ferenc Zeneművészeti Főiskolára, Budapestre. Itt Szabó Ferenc növendékeként diplomázott 1951-ben. 
Lediplomázva, volt tanára mellett tanársegéd, majd tanár lett. Ezt követően haláláig főiskolai docensként a zeneszerzés tanszakot vezette. Súlyos betegségben hunyt el, 42 évesen, Budapesten.
Életműve gerincét komolyzenei művek, népdalfeldolgozások és filmzenék alkották, de színpadi művet is komponált. A dodekafónia magyarországi meghonosítása részben az ő nevéhez fűződik.

## Művei

### Komolyzenei művei
- I. szimfónia (1951)
- I. vonósnégyes (1952)
- II. szimfónia (1953)
- Hegedű-zongora szonáta (1956)
- Movimento sinfonico (1957)
- II. vonósnégyes (1958)
- Aforismo (1959)
- Cantanta senza parola (1960)
- Fantázia és fúga (1960)
- Concertino (1961)
- III. vonósnégyes (1961)
- Divertimento (1962)
- III. szimfónia (1963)
- Per fagotto e pianoforte (1964)
- IV. vonósnégyes (1965)
- Rapsodia concertana (1966)
- Perzsa dalok (1967) – szöveg: Omár Khajjám
- Jegyzetlapok (1967)
- Andante és allegro (1967)
- Korál és fúga (1968)

### Népdalfeldolgozásai
- Bújdosik az árva madár (1953)
- Szerelem, szerelem (1955)
- Édesanyám rózsafája (1967)

### Filmzenéi
- Kiskrajcár (1953)
- Budapesti tavasz (1955)
- Egy pikoló világos (1955)
- Külvárosi legenda (1957)
- Égi madár (1957)
- Vasvirág (1958)
- Csempészek (1958)
- Álmatlan évek (1959)
- Hosszú az út hazáig (1960)
- Próbaút (1960)
- Párbeszéd (1963)
- Karambol (1964)
- Fügefalevél (1966)
- Kötelék (1968)
- Imposztorok (1969)

### Színpadi műve
- Devecseri Gábor: Odüsszeusz szerelmei (1961)

## Díjai
- Erkel Ferenc-díj (1952 és 1956)